# أورلاندو بيريو
أولاندو بيريو (بالإسبانية: Orlando Berrío) قالب:لغة-إسبانية (مواليد 14 فبراير 1991)، هو لاعب كرة قدم يلعب كلاعب جناح في منتخب كولومبيا .

## وصلات خارجية
- أورلاندو بيريو على موقع الاتحاد الدولي (مؤرشف)  (الإنجليزية)
- أورلاندو بيريو على موقع إي إس بي إن إف سي (الإنجليزية)
- أورلاندو بيريو على موقع قاعدة بيانات كرة القدم.إي يو (الإنجليزية)
- أورلاندو بيريو على موقع ناشيونال فوتبول تيمز (الإنجليزية)
- أورلاندو بيريو على موقع Soccerway.com (الإنجليزية)
- أورلاندو بيريو على موقع AS.com (الإسبانية)